# Comunidad de comunas Dinan Comunidad
La Comunidad de comunas Dinan Comunidad (Communauté de communes Dinan Communauté en francés), es una estructura intercomunal francesa situada en el departamento francés de Costas de Armor de la región de Bretaña.

## Historia
Fue creada en 1963 como Distrito de Dinan con la unión de Aucaleuc, Quévert, Taden y Trélivan, todos ellos del cantón de Dinan-Oeste; Lanvallay, Léhon, ambos del cantón de Dinan-Este y Dinan, por aquel entonces, cabeza de partido de los cantones de Dinan-Este y Dinan-Oeste.
En 1994, se sumaron las cinco comunas de La Vicomté-sur-Rance, Pleudihen-sur-Rance, Saint-Hélen, los tres del cantón de Dinan-Este; Saint-Samson-sur-Rance, del cantón de Dinan-Oeste y Vildé-Guingalan, del cantón de Plélan-le-Petit.
En 1998 se sumaron otras seis comunas: Bobital, Brusvily, Calorguen, Le Hinglé, Saint-Carné y Trévron, todos del cantón de Dinan-Oeste.
El 31 de diciembre de 1999, el Distrito de Dinan, pasó a denominarse Comunidad de comunas de Dinan, CODI.
En 2014, se fusiona con la desaparecida comunidad de comunas del País de Évran, CCPE, siendo sus ocho comunas del cantón de Évran, pasando a tener 26 comunas, y a denominarse Dinan Comunidad.
La comunidad de comunas Dinan Comunidad es por lo tanto el fruto de la unión de las ocho comunas del antiguo cantón de Évran,las seis comunas del antiguo cantón de Dinan-Este, doce de las trece comunas del antiguo cantón de Dinan-Oeste y una de las nueve comunas del antiguo cantón de Plélan-le-Petit, y que actualmente forman parte, en la nueva reestructuración comunal del 2015, diecisiete del nuevo cantón de Lanvallay, seis del nuevo cantón de Dinan y tres del nuevo cantón de Pleslin-Trigavou.

## Nombre
Debe su nombre a que las veintiséis comunas se hallan situadas en el área de influencia de la comuna que le da su nombre, Dinan

## Composición
La Comunidad de comunas reagrupa 26 comunas:
| Comuna                 | Código INSEE | Cantón           | Población (2012) | Superficie (km²) | Densidad (hab./km²) |
| ---------------------- | ------------ | ---------------- | ---------------- | ---------------- | ------------------- |
| Aucaleuc               | 22003        | Dinan            | 904              | 6,38             | 142                 |
| Bobital                | 22008        | Lanvallay        | 1060             | 4,99             | 212                 |
| Brusvily               | 22021        | Lanvallay        | 1129             | 11,83            | 95                  |
| Calorguen              | 22026        | Lanvallay        | 687              | 8,48             | 81                  |
| Dinan                  | 22050        | Dinan            | 10768            | 4,11             | 2620                |
| Évran                  | 22056        | Lanvallay        | 1749             | 23,56            | 74                  |
| Lanvallay              | 22118        | Lanvallay        | 3868             | 14,61            | 265                 |
| La Vicomté-sur-Rance   | 22385        | Pleslin-Trigavou | 982              | 4,57             | 215                 |
| Le Hinglé              | 22082        | Lanvallay        | 833              | 3,37             | 247                 |
| Léhon                  | 22123        | Dinan            | 3067             | 4,60             | 667                 |
| Le Quiou               | 22263        | Lanvallay        | 338              | 5,06             | 67                  |
| Les Champs-Géraux      | 22035        | Lanvallay        | 1045             | 19,09            | 55                  |
| Pleudihen-sur-Rance    | 22197        | Lanvallay        | 2809             | 24,55            | 114                 |
| Plouasne               | 22208        | Lanvallay        | 1616             | 33,61            | 48                  |
| Quévert                | 22259        | Dinan            | 3719             | 12,48            | 298                 |
| Saint-André-des-Eaux   | 22274        | Lanvallay        | 254              | 5,24             | 48                  |
| Saint-Carné            | 22280        | Lanvallay        | 918              | 8,36             | 110                 |
| Saint-Hélen            | 22299        | Lanvallay        | 1292             | 17,02            | 76                  |
| Saint-Judoce           | 22306        | Lanvallay        | 570              | 10,19            | 56                  |
| Saint-Juvat            | 22308        | Lanvallay        | 646              | 17,41            | 37                  |
| Saint-Samson-sur-Rance | 22327        | Pleslin-Trigavou | 1531             | 6,27             | 244                 |
| Taden                  | 22339        | Pleslin-Trigavou | 2249             | 20,13            | 112                 |
| Tréfumel               | 22352        | Lanvallay        | 278              | 5,81             | 48                  |
| Trélivan               | 22364        | Dinan            | 2515             | 11,10            | 227                 |
| Trévron                | 22380        | Lanvallay        | 713              | 9,60             | 74                  |
| Vildé-Guingalan        | 22388        | Dinan            | 1233             | 7,35             | 168                 |

## Competencias
La comunidad es un organismo público de cooperación intercomunal.
Sus recursos provienen del impuesto sobre los rendimientos del trabajo único, del sistema de contribuciones que se aplica a los residuos y asignaciones y subvenciones de diversos socios.
Sus competencias en general se centran en el desarrollo económico, medio ambiental, de empleo y los servicios comunitarios a los habitantes.
- Ordenación del Territorio
  - Plan de Coherencia Territorial (SCOT, en francés) (a título obligatorio).
  - Plan Sectorial (a título obligatorio).
- Desarrollo y organización económica
  - Acción de desarrollo económico de las actividades industriales, comerciales o de empleo, (apoyo de las actividades agrícolas y forestales...) (a título obligatorio).
  - Creación, organización, mantenimiento y gestión de zonas de actividades industriales, comerciales, terciario, artesanal o turístico (a título obligatorio).
- Desarrollo y organización social y cultural
  - Actividades culturales y socioculturales (a título facultativo).
  - Actividades deportivas (a título facultativo).
  - Construcción y/u organización, mantenimiento, gestión de equipamientos o establecimientos culturales, socioculturales, socioeducativos, deportivos… (a título optativo).
  - Transporte escolar (a título facultativo).
- Medio ambiente
  - Saneamiento no colectivo (a título facultativo).
  - Recogida y tratamiento de los residuos urbanos y asimilados (a título optativo).
  - Protección y valorización del Medio Ambiente (a título optativo).
- Vivienda y hábitat
  - Programa local del hábitat (a título optativo).
- Servicio de vías públicas
  - Creación, organización y mantenimiento del servicio de vías públicas (a título optativo).
- Otros
  - Adquisición comunal de material (a título facultativo).
  - Informática, Talleres vecinales (a título facultativo).